# Моечу де Жос (Брашов)
Моечу де Жос (рум. Moeciu de Jos) насеље је у Румунији у округу Брашов у општини Брашов. Oпштина се налази на надморској висини од 862 m.

## Становништво
Према подацима из 2011. године у насељу је живело 4680 становника.